# غار خومولی
غار خومولی (گرجی: ხომულის მღვიმე) یک غار در گرجستان است که در تسقالتوبو واقع شده است.